# Kloster Gengenbach
Das Kloster Gengenbach (lat. Abbatia (imperialis) Gengenbacensis; Patrozinium: St. Maria) ist eine ehemalige Benediktinerabtei in der freien Reichsstadt Gengenbach gelegen im Kinzigtal im heutigen Ortenaukreis im deutschen Bundesland Baden-Württemberg. Das Kloster besaß im hohen und späten Mittelalter ein Skriptorium und eine Buchbinderei. Das berühmte Gengenbacher Evangeliar entstand in der ersten Hälfte des 12. Jahrhunderts, stammt jedoch wahrscheinlich aus dem elsässischen Augustinerchorherrenstift Marbach bei Vœgtlinshoffen oder dem damit als Doppelkloster verbundenen Augustinerchorfrauenstift Schwarzenthann bei Wintzfelden. Frühneuzeitlich ist die Gengenbacher Lateinschule.

## Geschichte
Am Rande des Schwarzwaldes, am Ausgang des Kinzigtales gründete der Abtbischof Pirmin († 753) irgendwann nach seiner Vertreibung von der Reichenau (727) mit Unterstützung des fränkischen Grafen Ruthard auch auf Reichsgut das Kloster Gengenbach. Besiedelt mit Mönchen aus der lothringischen Abtei Gorze, nahm der Konvent 761 die Ordensregel des Chrodegangs von Metz an. Sie wuchs im 9. Jahrhundert bis auf 100 Mitglieder an. Die Beziehungen zu den karolingischen Herrschern sicherten dem Kloster den Status eines Königs- bzw. Reichsklosters, zumal Gengenbach im fränkischen Reichsverband als rechtsrheinischer Stützpunkt diente. 1007 schenkte König Heinrich II. (1002–1024) Gengenbach seinem neu gegründeten Bistum Bamberg, womit der bislang reichsfreie benediktinische Mönchskonvent bischöfliches Eigenkloster wurde, das aber laut einer Urkunde Papst Innozenz’ II. (1130–1143) über freie Abts- und Vogtwahl sowie über königliche „Freiheit“ (libertas) verfügte (1139). Seither bis zum Jahr 1334 vergaben die Bamberger Bischöfe die Schirmvogteirechte bis 1218 an die Zähringer, dann an die Staufer und ab 1245 an den Bischof von Straßburg.
Im Investiturstreit stand Gengenbach auf der Seite der deutschen Herrscher, mit dem Bamberger Reformkloster Michelsberg war es über seine Äbte Poppo († 1071), Ruotpert († 1075) und Willo († 1085) verbunden. Willo wurde von Anhängern der gregorianischen Reformpartei zeitweise aus Gengenbach vertrieben, dasselbe geschah mit seinem Nachfolger Hugo I. (1080/90er Jahre). Gegen 1117 veranlassten der St. Georgener Abt Theoger (1088–1119) und Bischof Otto I. von Bamberg (1102–1139) in Gengenbach eine Klosterreform im Hirsauer bzw. St. Georgener Sinne unter Mitwirkung von Abt Friedrich I. († 1120). Dem entsprach es, dass 1120 nach dem Abbruch der alten eine neue Abteikirche entstand, die dreischiffig angelegt war, eine flach gedeckte Basilika im Gebundenen System und Stützenwechseln.
Die Stellung als Reichsabtei ab 1334 verdankte das spätmittelalterliche und frühneuzeitliche Gengenbacher Kloster der Schirmvogtei der deutschen Herrscher, die ein wichtiger Bestandteil der Ortenauer Reichslandvogtei, eingerichtet unter König Rudolf von Habsburg (1273–1291), gewesen war. Doch blieb die Reichslandvogtei zumeist (bis 1551/1556) an angrenzende Landesherren verpfändet. Zuvor waren die Herzöge von Zähringen Gengenbacher Klostervögte gewesen, dann (1218) die staufischen Könige, die Straßburger Bischöfe (1245) und schließlich die Herren von Lichtenberg.
Im Umfeld der Abtei formte sich im hohen Mittelalter der Klosterort Gengenbach zur Stadt (opidum; 1231) aus. Unter Abt Lamprecht von Brunn (1354–1374; † 1399), dem Kanzler Kaiser Karls IV. (1347–1378), erlebte die Benediktinerabtei eine Blütezeit und der Klosterort Gengenbach wurde zur Reichsstadt (1360), wobei der Reichsschultheiß vom Klosteroberen zu ernennen war. Abt Lamprecht, der auch Bischof von Brixen (1363–1364), Speyer (1364–1371), Straßburg (1371–1374) und Bamberg (1374–1399) war, reorganisierte die Wirtschaftsverhältnisse der Abtei, setzte sich gegen die benachbarten Herren von Geroldseck durch und führte in der Stadt die Zunftverfassung ein. Obwohl die geistliche Gemeinschaft der benediktinischen Ordensprovinz Mainz-Bamberg angegliedert war, erreichten in der Folgezeit Reformimpulse Gengenbach nicht. Im Kloster des 15. Jahrhunderts herrschte eine weltlich-stiftische Lebensweise adliger Konventualen vor, der Zugang zur Gemeinschaft wurde Nichtadligen verwehrt (1461). Doch scheiterte die Umwandlung in ein Chorherrenstift ebenso wie die Einführung der Bursfelder Reform zu Beginn des 16. Jahrhunderts. In der Folge des Übertritts der Stadt Gengenbach zum lutherischen Glauben (1525) ging es darum, ob auch das Kloster protestantisch werde, zumal Abt Melchior Hornig von Hornberg (1531–1540) zum Calvinismus konvertierte, wobei er vom Landvogt Graf Wilhelm von Fürstenberg unterstützt wurde. Im Zuge der Durchsetzung des Augsburger Interims (1548) blieb die Mönchsgemeinschaft jedoch katholisch, und auch die Stadt kehrte zum alten Glauben zurück. 1551/56 gelangte schließlich die Ortenau durch Pfandeinlösung an das Haus Habsburg. Im Jahr 1607 konnte sich die Abtei Gengenbach noch der Bursfelder Union anschließen, musste diese aber unter dem Druck des Straßburger Bischofs Erzherzog Leopold von Österreich unter Mitwirkung der Jesuiten wieder verlassen und 1618 der neugegründeten Straßburger Benediktinerkongregation beitreten. Sowohl im Dreißigjährigen Krieg als auch im Pfälzischen Erbfolgekrieg (1689) wurden Stadt und Kloster Gengenbach sehr schwer heimgesucht. Die zerstörten Gebäude sollten von Barockbaumeister Franz Beer 1693 wieder in Stand gesetzt werden. Ihm folgte 1702 als Baumeister Johann Jakob Rischer, der im Jahr 1716 den barocken Kirchturm vollendet hat.
Die reichsunmittelbare Benediktinerabtei Gengenbach blieb bis zu ihrer Säkularisation bestehen; 1803/1807 wurde Gengenbach, Stadt und (Reichs-)Abtei, badisch. Das Benediktinerkloster selbst bestand noch bis zum Jahr 1807, um als Sammelkloster die Mitglieder der anderen Ortenau-Klöster aufzunehmen.
Der in Gengenbach umstrittene Abt-Coadjutor Graf Anton von Salm wurde letzter Abt des Klosters Hornbach und rettete dort 1558 die Gebeine des gemeinsamen Stifters St. Pirminius.
Seit 1978 befindet sich die Fakultät Betriebswirtschaft und Wirtschaftsingenieurwesen (B+W) der Hochschule Offenburg in den Klostergebäuden.
Seit der Dekanatsreform am 1. Januar 2008 gehört die Klosterkirche zum Dekanat Offenburg-Kinzigtal und gehört zudem zur Seelsorgeeinheit Vorderes Kinzigtal St. Primin.

## Besitztümer

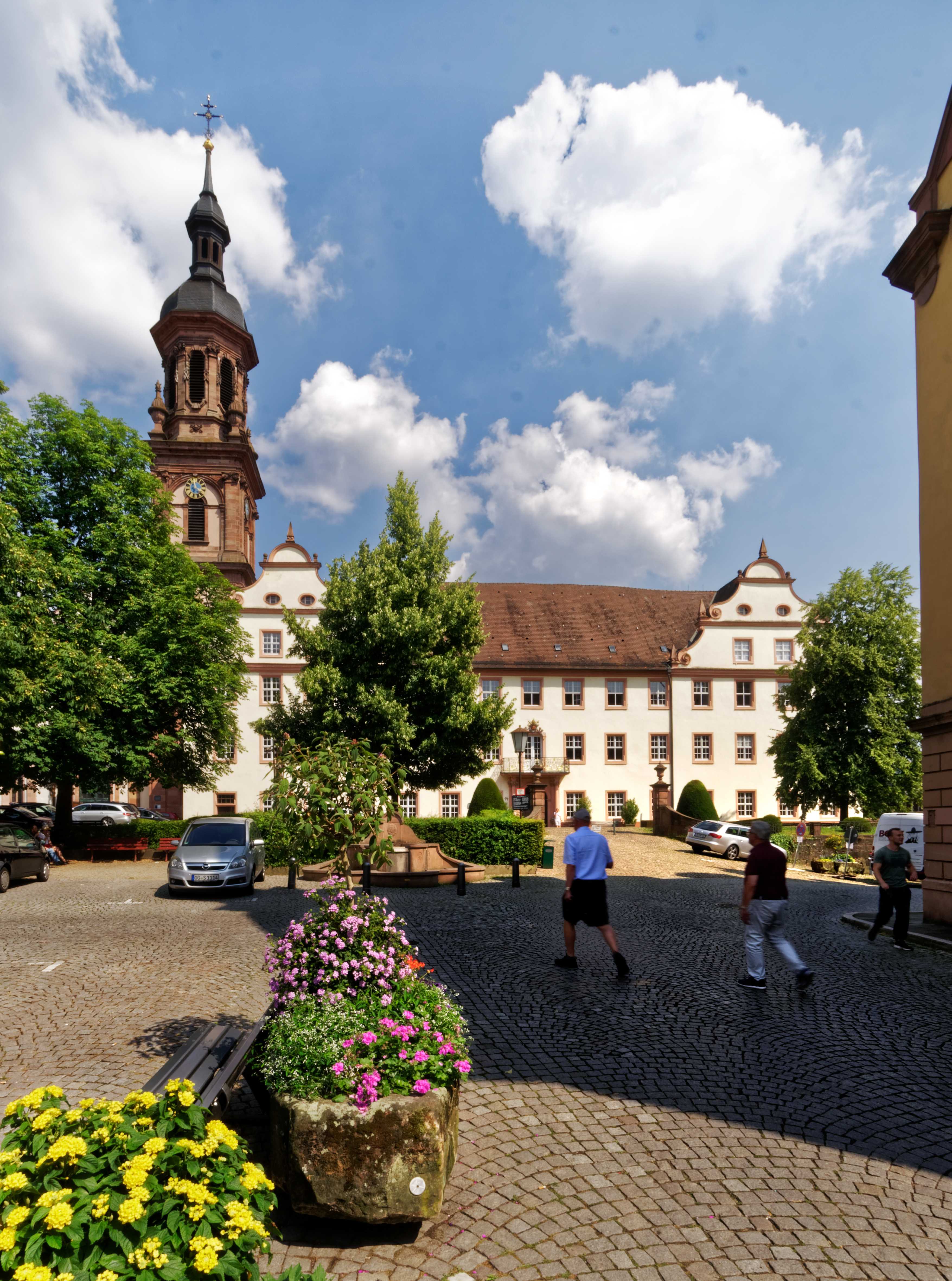
Ehemalige Abtei Gengenbach

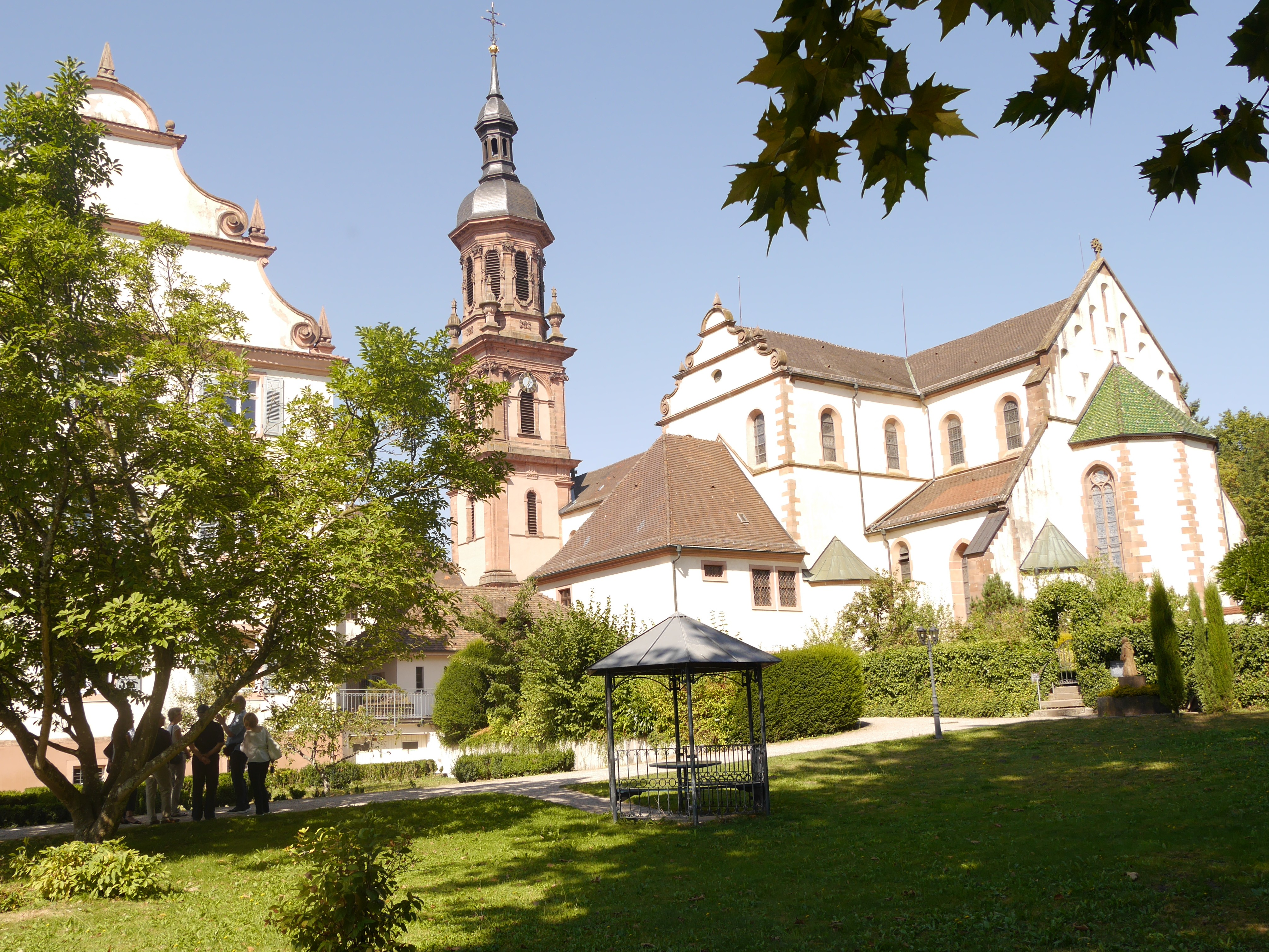
Ehemalige Abteikirche und heutige Stadtkirche

Aufbauend auf Gründungsgut im Kinzigtal, entstand im Verlauf des frühen und hohen Mittelalters die Grundherrschaft des Klosters Gengenbach, die sich entlang der unteren und mittleren Kinzig, in der Ortenau, aber auch im Neckargebiet ausdehnte und auf Eigenwirtschaft und Fronhofsverwaltung (Dinghofverfassung) ausgerichtet war. Siedlungen einer ersten Rodungsstufe (bis 1139) entlang des Kinzigtals besitzen seit dem hohen Mittelalter die Dreifelderwirtschaft, Orte einer zweiten Rodungsphase (bis 1287) liegen in den Seitentälern des Kinzigtals und zeichnen sich durch eine geschlossene Hofwirtschaft aus. Patronatsrechte an der Martinskirche in Gengenbach, an den Pfarrkirchen in Biberach (Baden), Steinach, aber auch in Niedereschach u. a. kamen hinzu, ebenso die Wallfahrtskapelle St. Jakob auf dem Bergle bei Gengenbach, die 1294 geweiht wurde. Die Kirchen sind teilweise dem Kloster inkorporiert worden. Päpstliche (1139, 1235, 1252, 1287) und kaiserliche Besitzbestätigungen (1309, 1331, 1516) sollten der Abtei Güter und Rechte sichern helfen.

## Klosterkirche/Stadtkirche

### Geschichte / Beschreibung
Die Klosterkirche, die ab 1120 errichtet wurde, orientierte sich an der Hirsauer Bauschule: eine dreischiffige Basilika mit Querhaus, einem Haupt- und je zwei Nebenchören und -konchen. Der Chorraum wurde 1398/1415 gotisch umgebaut, ein Westturm kam im späten Mittelalter hinzu.
1690/1722 wurde die Kirche barock umgebaut und instand gesetzt. Nach der Aufhebung des Klosters wurde sie zur Stadtpfarrkirche St. Marien. In den Jahren 1892/1906 wurde sie unter dem Freiburger Architekten und Erzbischöflichen Baudirektor Max Meckel neuromanisch umgestaltet.

### Orgel

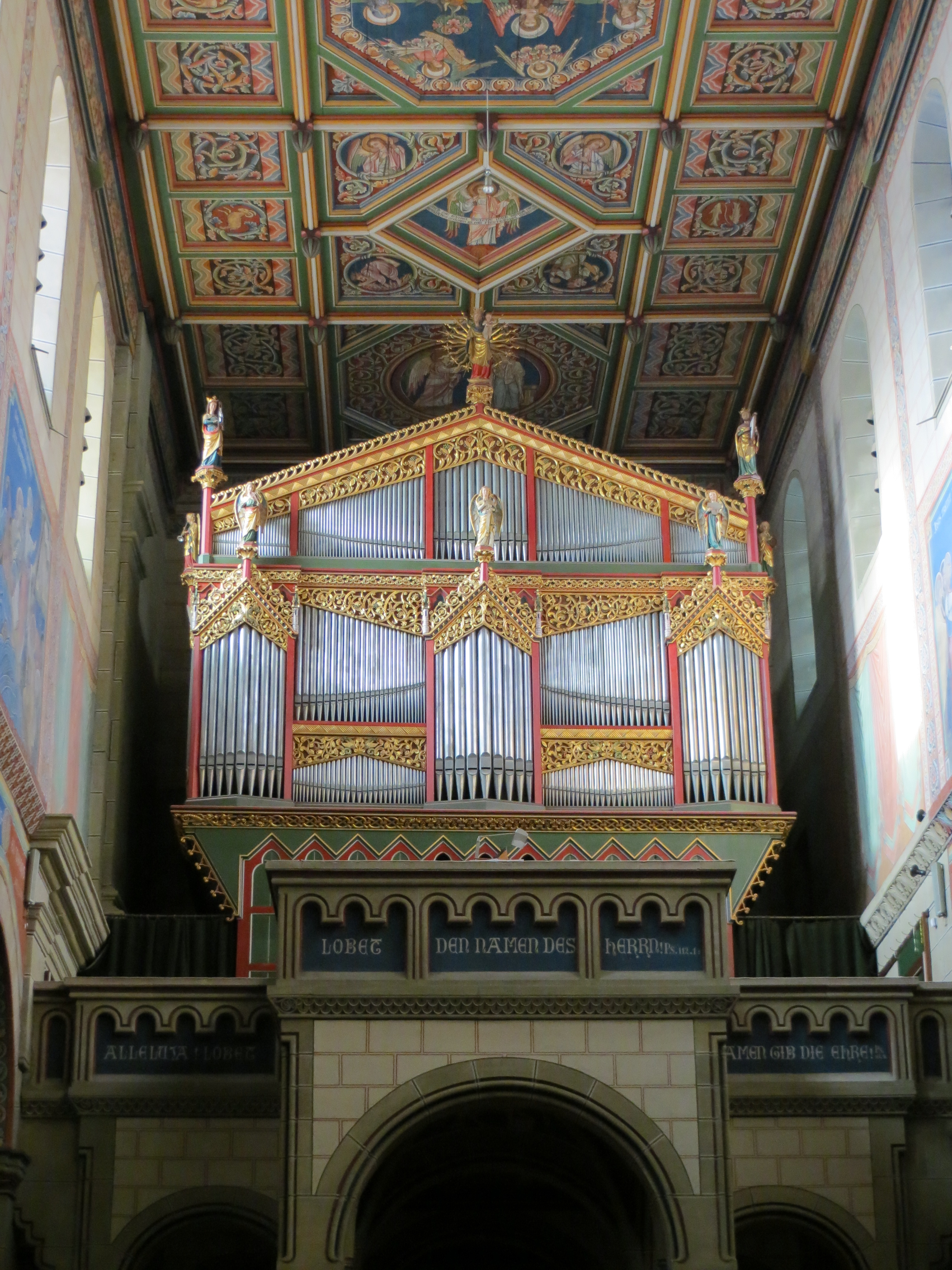
Orgel

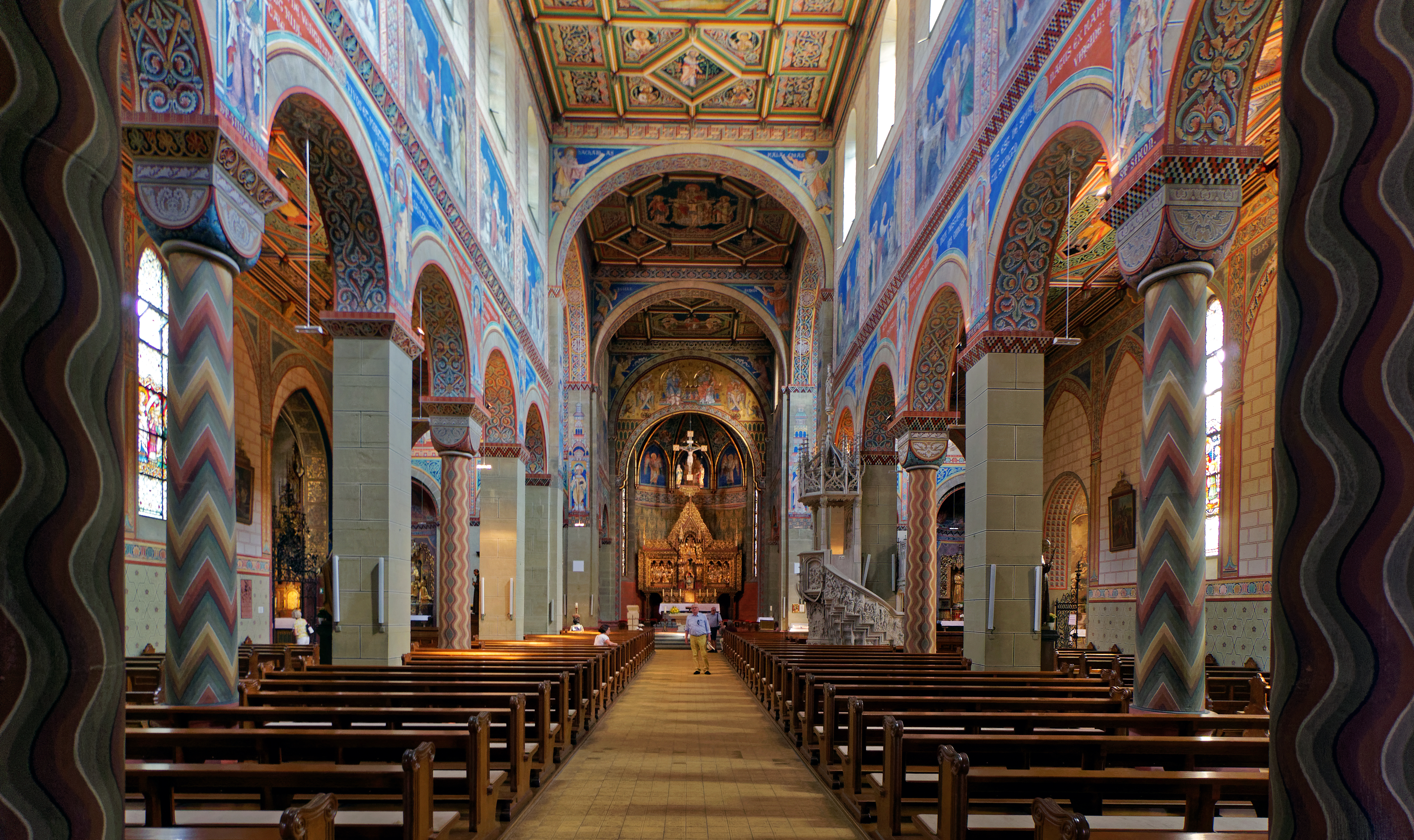
Innenraum mit Altar

Die Orgel auf der Empore im hinteren Teil der Kirche wurde 1896–1899 in der Orgelmanufaktur Wilhelm Schwarz & Sohn in Überlingen gebaut. Sie hat einen Umfang von 38 Registern auf drei Manualen und Pedal und gilt als „zweitgrößte Romantikorgel Badens“.
Der Prospekt der Orgel wurde (wie auch der Hauptaltar) von Max Meckel entworfen und bei Schwarz in Zusammenarbeit mit dem Freiburger Bildhauer Joseph Dettlinger gefertigt. Er enthält 170 stumme Zierpfeifen. Im Laufe der Jahre wurden verschiedentlich Arbeiten an der Orgel durchgeführt, unter anderem 1984/85 eine umfassende Restaurierung durch die Werkstatt Fischer + Krämer Orgelbau aus Endingen am Kaiserstuhl und im Jahr 2006 eine große Revision durch Joachim Popp (Altheim/Odenwald).

### Glocken
Im rechts vom Eingangsgiebel stehenden Turm ist ein siebenstimmiges Glockengeläut untergebracht, eine achte Glocke ist nur von Hand zu läuten und stammt noch vom Vorgängergeläut der Glockengießerei Grüninger in Villingen. Abgesehen von dieser Glocke stammen die Glocken aus der Glockengießerei Grüninger in Straß bei Neu-Ulm (Glocken 1 bis 5) und aus der Karlsruher Glocken- und Kunstgießerei (Glocken 6 und 7). Die Glocken hängen in zwei übereinander liegenden Glockenstuben in Glockenstühlen aus Holz: die Glocken 2 und 8 in der unteren Stube, die anderen Glocken oben in einem zweistöckigen Glockenstuhl.
Übersicht
| Glocke | Name        | Gussjahr | Durchmesser | Gewicht | Schlagton |
| ------ | ----------- | -------- | ----------- | ------- | --------- |
| 1      | Christus    | 1949     | 1570 mm     | 2220 kg | h°-4      |
| 2      | Maria       | 1949     | 1350 mm     | 1600 kg | cis′-1    |
| 3      | Benedikt    | 1949     | 1200 mm     | 1070 kg | dis′+3    |
| 4      | Martin      | 1949     | 1010 mm     | 600 kg  | fis′+4    |
| 5      | Josef       | 1949     | 900 mm      | 420 kg  | gis′+5    |
| 6      | Jeremia     | 1989     | 862 mm      | 443 kg  | ais′+4    |
| 7      | Edith Stein | 1989     | 713 mm      | 255 kg  | cis″+4    |
|        |             |          |             |         |           |
| 8      |             | 1917     |             |         | dis″-2    |

## Liste der Äbte und Reichsäbte von Gengenbach
| - Rustenus (8. Jh.) - Burkhard, Leutfried, Cosman, Anselm, Gauthier, Volmar, Otho, Benno, Rado, Ammilo (?) - Alfram (–ca. 820) - Germunt (ca. 826) - Lando (ca. 840) - Dietrich I., Dietrich II., Gottfried I., Walther I., Walther II. u. a. (?) - Reginald (vor 1016–1028) - Rusten (1028–1034) - Berthold I. (–1052) - Bruning (–1065) - Poppo (–1071) - Acelinus (–1074) - Ruopert (1071–1075), auch: Roupertus, Rupert, Abt des Bamberger Michaelsklosters (1066–1071), Abt des Klosters Reichenau (1071) und Abt der Abtei Gengenbach. (1071–1075) - Willo (–1085) - Hugo I. (1089, 1096, 1105) - Friedrich I. (vor 1109–1120) - Gottfried II. (vor 1140–1162) - Anselm (–1147?) - N. N. (–1173) - Friedrich II. (–1182) - Landofrid (–1196) - Salomon (–1208) - Gerbold (1210) - Eggenhard (–1218) - Gottfried III. (1218–1237) - Walther III. (1237–1248) - Dietrich III. (1248–1263?) - Hugo II. (1263?–1270?) - Gottfried IV. (1270?–1276) - Berthold II. (1276–1297) - Gottfried V. (1296) - Berthold III. (1297–1300) | - Dietrich IV. (1300–1323) - Albero (1323–1324) - Walther IV. (1324–1345) - Berthold IV. (1345–1354) - Lambert von Brunn (1354–1374) - Stephan von Wilsberg (1374–1398) - Konrad von Blumberg (1398–1415) - Berthold V. Mangolt-Venser (1416–1424) - Egenolf von Wartenberg (1424–1453) - Volzo von Neuneck (1454–1461) - Sigismund von Neuhausen (1461–1475) - Jakob von Bern (1475–1493) - Beatus II. von Schauenburg (1493–1500) - Konrad von Mülnheim (1500–1507) - Philipp von Eselsberg (1507–1531) - Melchior Horneck von Hornberg (1531–1540) - Friedrich von Keppenbach (1540–1555) - Gisbert Agricola (1556–1586) - Johann Ludiwig Sorg (1586–1605) - Georg Breuning (1605–1617) - Johann Caspar Liesch (1617) - Johann Demler (1617–1626) - Jakob Petri (1626–1636) - Erhard Marx (1636–1638) - Columban Meyer (1638–1660) - Roman Suttler (1660–1680) - Placidus Thalmann (1680–1696) - Augustinus Müller (1696–1726) - Paulus Seeger (1726–1743) - Benedikt Rischer (1743–1763), Sohn des Kurpfälzer Baumeisters Johann Jakob Rischer - Jakob Trautwein (1763–1792) - Bernhard Maria Schwörer (1792–1803/07) |